# Natale di Roma
Il Natale di Roma, anticamente detto Dies Romana  è una festività legata alla fondazione della città di Roma, festeggiata il 21 aprile. Secondo la leggenda, Romolo avrebbe infatti fondato la città di Roma il 21 aprile del 753 a.C.
Da questa data in poi derivava la cronologia romana, definita infatti con la locuzione latina Ab Urbe condita, ovvero "dalla fondazione della Città", che contava gli anni a partire da tale presunta fondazione.

## Celebrazioni della festa nell'età di Roma

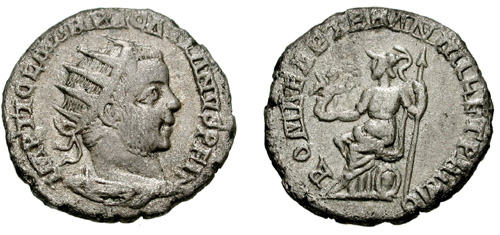
Antoniniano di Pacaziano, celebrante l'invitto imperatore e i 1001 anni dalla fondazione di Roma

La celebrazione dell'anniversario dell'Urbe come elemento della propaganda imperiale finì per attribuire alla questione dell'anno della fondazione un'importanza fondamentale.
A partire dall'imperatore Claudio il metodo di calcolo dell'età della Città, proposto da Marco Terenzio Varrone, prevalse su tutti gli altri. Claudio fu il primo a far celebrare l'anniversario di Roma nel 47, ottocento anni dopo la presunta data della fondazione. Nel 147-148 Antonino Pio diede corso a una simile celebrazione e nel 248 Filippo l'Arabo celebrò il primo millennio di Roma, assieme ai Ludi Saeculares (celebrati ogni cento anni), in quanto Roma compiva dieci secoli. Sono pervenute monete che celebrano l'evento. Su una moneta del pretendente al trono Pacaziano, appare esplicitamente "1001", da dove si evince come i cittadini dell'Impero romano avevano compreso di essere all'inizio di una nuova era, di un "Saeculum Novum". Quando l'Impero romano divenne cristiano, nei secoli successivi, questa immagine millenaria venne utilizzata in un senso più metafisico.
Durante l’età imperiale la festa di San Cesareo diacono e martire (il cui nome Kaisarios deve averlo predestinato a diventare patrono dei Cesari), venne stabilita per il giorno 21 aprile, data della fondazione di Roma: questa data acquisì un valore pregno di significato, soprattutto per la funzione di propaganda imperiale a cui adempiva; un pretesto per celebrare la figura dell'imperatore ed il suo santo tutelare.

## La festività dopo la fine dell'Impero romano d'Occidente
Con la diffusione prima, l'adozione poi, del cristianesimo come religione di stato, cui si aggiunse la caduta dell'Impero romano d'Occidente e le successive calate, migrazioni e conquiste di popolazioni barbariche, Roma, come tutto quello che fu il suo impero, vide sparire moltissimi dei suoi usi, costumi e delle sue tradizioni fra cui molte delle sue festività.

### Durante il Rinascimento
L'Accademia Romana di Pomponio Leto (alunno del teologo pagano Gemisto Pletone) divenne presto un cenacolo di letterati devoti alla classicità fino al progetto di restaurare l'antica religione (progetto unico nel panorama dell'umanesimo quattrocentesco e che denotava una certa vocazione eversiva), come pare essere avvenuto all'interno dell'Accademia stessa dove si celebrava ritualmente il Natale di Roma (21 aprile) e dove Leto aveva restaurato il pontificato massimo pagano.
Ciò sembra essere confermato anche da alcune iscrizioni scoperte nell'Ottocento nelle catacombe romane, ove si trovano iscritti i nomi dei membri dell'Accademia Romana accanto a iscrizioni incitanti alla dissolutezza. Pomponio Leto è chiamato Pontifex Maximus e Pantagathus, cioè prete.

### Durante il Risorgimento

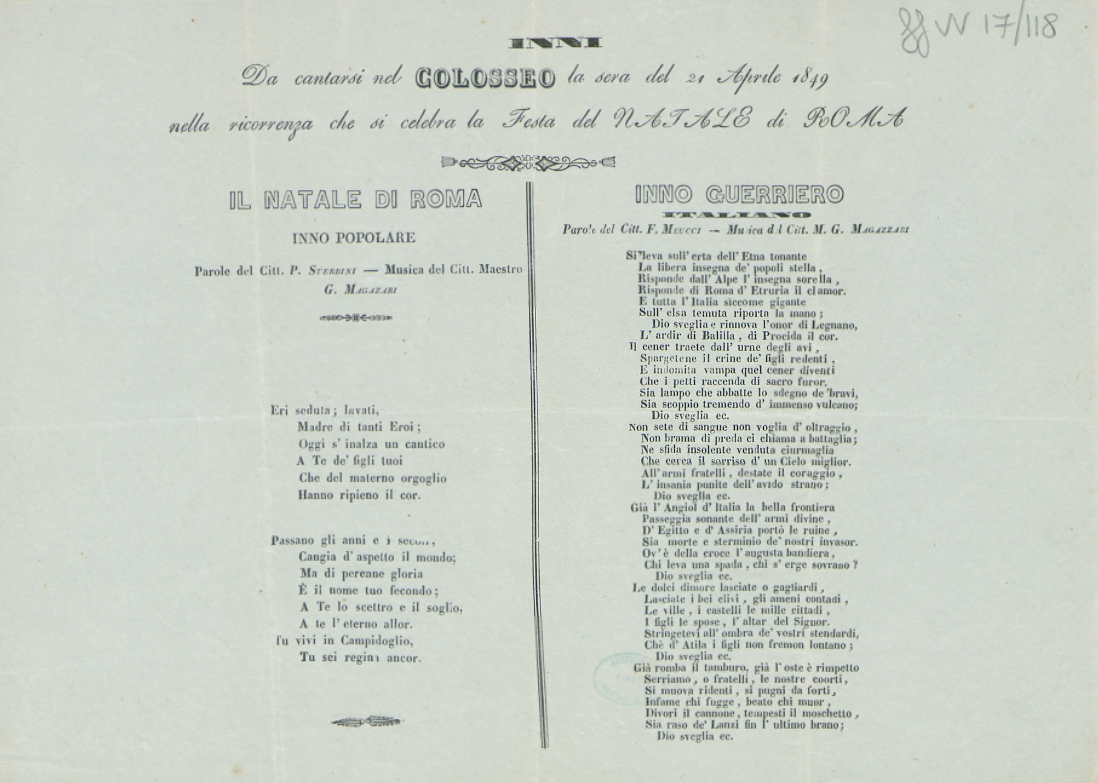
Inni da cantarsi nel Colosseo la sera del 21 aprile 1849 in occasione del Natale di Roma

Alcune di queste furono recuperate dagli umanisti, ma fu con l'avvento dell'epopea risorgimentale che la celebrazione del Natale di Roma fu ripristinato come "tradizione". I più rivoluzionari tra i mazziniani, i garibaldini ed alcuni liberali festeggiarono l'evento, ad esempio, nella primavera del 1849, quando Roma, da poco Repubblica libera che aveva rovesciato il potere temporale del Papa, lottava per la sopravvivenza. Si racconta di un pasto ai Fori con brindisi per la presunta fondazione dell'Urbe da parte di Romolo e la rifondazione (liberazione) da parte dei rivoluzionari stessi. Francesco Sturbinetti tenne uno dei discorsi più accorati.

### Durante l'epoca fascista

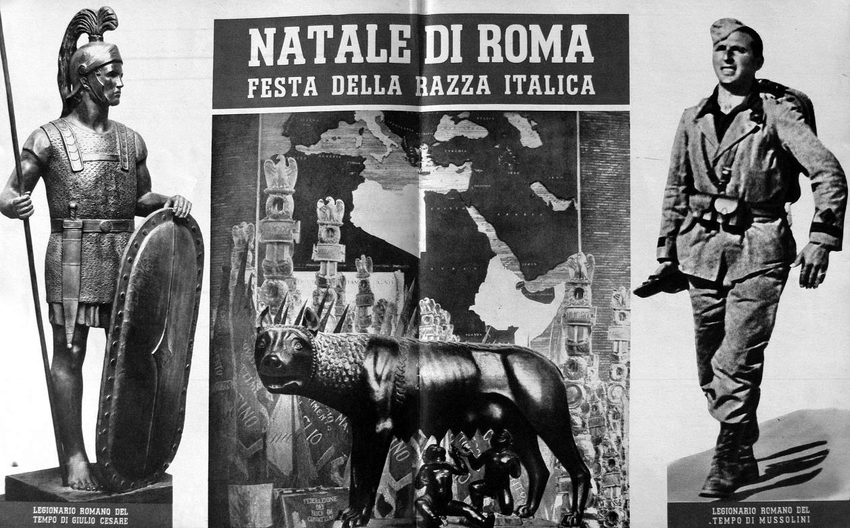
«Natale di Roma. Festa della razza italica»; Dalla rivista La Difesa della Razza

Tra l'Ottocento e il Novecento il tentativo di proporre l'adozione di alcune forme rituali pagano-romane al nuovo Stato nazionale italiano fu tentato dall'archeologo Giacomo Boni (ara graminea sul Palatino, parilia, ludus Troiae, ecc.) e da ambienti esoterici della capitale.
Il 3 aprile 1921, durante un discorso pronunciato a Bologna, l'allora capo del movimento fascista Benito Mussolini proclamò l'anniversario della fondazione di Roma quale festa ufficiale del fascismo.
Nel documento che sancì la fusione nazionalfascista tra l'Associazione Nazionalista Italiana e il Partito Nazionale Fascista, siglato il 16 marzo 1923, i rappresentanti delle due forze politiche stabilirono di celebrare l'accordo unitario con l'apposizione di un manifesto contenente l'appello all'unità nazionale, da affiggere in tutte le città italiane nella serata del 20 aprile, vigilia del Natale di Roma, giorno "significante l'avvenuta rinascita della romana grandezza".
Lo stesso 19 aprile venne approvato dal Consiglio dei ministri uno schema di decreto-legge proposto dal presidente Benito Mussolini che aboliva la festività del 1º maggio e fissava la celebrazione del Lavoro al 21 aprile, Natale di Roma. Fu la prima celebrazione istituita dal governo Mussolini che, a partire dal 21 aprile 1924, divenne festività nazionale, denominata "Natale di Roma - Festa del lavoro". Tale decreto fu cassato nel 1945, ripristinando la Festa del lavoro al 1º maggio.

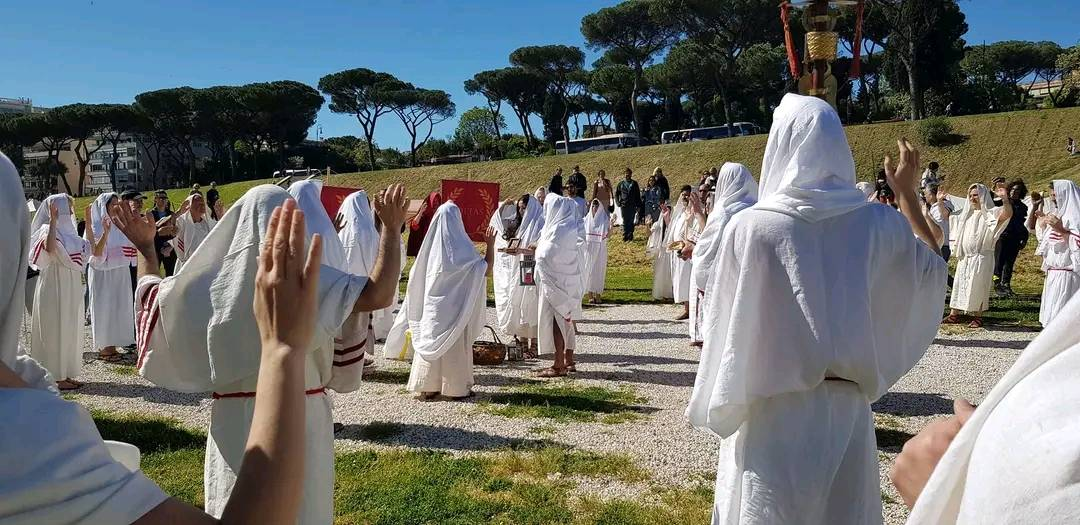
Rito ai numi tutelari di Roma in occasione del 2777 Natale di Roma. Svolto da Pietas Comunità Gentile

### Repubblica italiana
Negli anni della Repubblica Italiana, il "Natale di Roma" è stato celebrato con convegni e rievocazioni storiche. Negli ultimi anni, questo evento ha acquisito nuovamente importanza, portando le istituzioni italiane a un maggior riconoscimento. Associazioni come il "Gruppo Storico Romano" (GSR) e l'associazione Pietas Comunità Gentile hanno contribuito all'organizzazione dell'evento attraverso rievocazioni storiche e celebrazioni religiose tramite il contributo di associazioni di religione Romana moderna. Il Gruppo Storico Romano organizza annualmente una parata con figuranti in costumi d'epoca e rappresentazioni di scene di vita antica e celebrazioni che ricalcano i riti religiosi dell'antica Roma.
Nel 2024, si è tenuto il 2776° "Natale di Roma", al quale hanno partecipato rappresentanti istituzionali italiani. Durante l'evento, è stato annunciato un piano per incrementare i fondi destinati alle rievocazioni storiche e una possibile legislazione volta a regolamentare tali celebrazioni per preservare e valorizzare le tradizioni culturali. Inoltre, la banda dell'Esercito Italiano ha preso parte alle celebrazioni. Da tutta Europa, ogni anno, giungono organizzazioni per celebrare questa data, dimostrando l'importanza e l'attrattiva internazionale dell'evento.